# Roy Bernard Sparkia
Roy Bernard Sparkia, né le 31 octobre 1924 à Owosso dans le Michigan aux États-Unis et mort le 6 novembre 1992 à Albuquerque au Nouveau-Mexique, est un vitrailliste, un plasticien et un écrivain américain, auteur de roman policier, de roman d'espionnage et de roman médical.

## Biographie
Il fait des études à l'université de New York et est, en 1951, un des élèves de Saul Bellow. Attiré par les arts, il exerce différents métiers s’y rattachant, dont vitrailliste et plasticien. Une série de ses vitraux décore l'Empire State Building à New York.
En 1954, il publie son premier roman Boss Man. Deux de ses romans sont traduits en français : Pendez-moi haut et court (Build My Gallows High), paru en 1956, qu'il ne faut pas confondre avec le roman noir éponyme de Geoffrey Homes, et L'amazone s'amuse (The Vanishing Vixen, 1959). Claude Mesplède et Jean-Jacques Schleret estiment que ce dernier roman « ne restera pas dans les souvenirs » et le premier des deux critiques littéraires précise avec humour qu'« il n’y a guère que l'Amazone qui s'amuse ».

## Œuvre

### Romans
- Boss Man (1954)
- Build My Gallows High (1956)
  - Pendez-moi haut et court, coll. « Le Cachet » no 9, Éditions de Trévise (1961)
- The Vanishing Vixen (1959)
  - L'amazone s'amuse, coll. « Série noire » no 543, Gallimard (1960)
- Doctors and Lovers, (1960)
- Doctors and Sinners (1961)
- SWAP (1967)
- Bitter Fruit (1970)
- Operating Room – 4 (1973)
- The Dirty Rotten Truth (1973)
- Paradise County (1974)
- The Concrete Strip (1975)
- The Golden People (1976)
- Amazon (1981)

## Sources
- Claude Mesplède, Les Années "Série noire" : bibliographie critique d'une collection policière, vol. 2 : 1959-1966, Amiens, Editions Encrage, coll. « Travaux » (no 17), 1993 (ISBN 978-2-906-38943-4), p. 33.
- Claude Mesplède et Jean-Jacques Schleret, SN, voyage au bout de la Noire : inventaire de 732 auteurs et de leurs œuvres publiés en séries Noire et Blème : suivi d'une filmographie complète, Paris, Futuropolis, 1982 (OCLC 11972030), p. 342-343